# Новиков, Леонид Юрьевич
Леонид Юрьевич Новиков (10 января 1984, Белгород) — заслуженный мастер спорта, двукратный чемпион мира по спортивному ориентированию.

## Биография
Родился в Белгороде. Будучи ребенком ходил с родителями в туристические походы. Спортивным ориентированием начал заниматься в 10 лет, первыми тренерами стали родители. На своих первых соревнованиях в Шебекинском районе был единственным кто смог закончить дистанцию в соответствии с правилами. Регулярно тренировался и участвовал в соревнования по беговому и зимнему ориентированию. В интервью рассказывал, что отец в тренировочных целях выпускал его на старт с опозданием. Вместе с братом Валентином два года занимался тхэквондо. Окончив школу, поступил в воронежский вуз на спортивный факультет.
Его старший брат Валентин Новиков также выступает на высшем уровне в спортивном ориентировании и является четырехкратным чемпионом мира и Европы.
В 2002 году на Чемпионате мира по спортивному ориентированию среди юниоров в Аликанте (Испания) на длинной дистанции поднялся на шестое место, на средней дистанции стал 56, в эстафете сборная России заняла четвертое место.
В 2004 году в составе клуба Delta занял третье место в самой престижной клубной эстафете Юкола (фин. Jukola). В 2008 в составе того же клуба выиграл эти соревнования. Это победа стала первой в истории клуба. Сейчас выступает за клуб Hiidenkiertäjät из Лохья. В Чемпионате России представляет Белгородскую область.
В 2013 году на Чемпионате мира по спортивному ориентированию 2013, который проходил в Вуокатти (Финляндия), завоевал золотую медаль на средней дистанции, оставив позади Тьерри Жоржиу и Густава Бергмана. Это победа стала первой для россиян в этой дисциплине. На следующий день вместе с партнёрами по команде — Новиковым Валентином и Цветковым Дмитрием выиграл золото в эстафете. Длинную дистанцию на этом чемпионате Леонид закончил на 25 позиции. По итогам спортивного сезона получил звание «Лучшего ориентировщика года» по версии сайта WorldofO.com, собрав почти в два раза больше голосов, чем его конкуренты. Первый россиянин, который удостоился этого высокого звания.
В 2015 году на Летних Всемирных военных играх в Мунгене занял второе место.
В 2017 году на Чемпионате мира по спортивному ориентированию 2017, который проходил в Тарту (Эстония), занял второе место на длинной дистанции. В эстафете команда сборной России поднялась на шестое место.
Кроме профессиональной спортивной деятельности занимается подготовкой спортивных карт.

## Семья
Жена Елена. Есть дочь Мария и сын. Все члены семьи занимаются спортивным ориентированием.